# السعودية.
السعودية. (букв. ал-Саудийя) е арабски интернет домейн от първо ниво за Саудитска Арабия. Домейнът е пуснат в действие, официално от 5 май 2010 година.